# Irtenberger Wald
Irtenberger Wald är ett kommunfritt område i Landkreis Würzburg i Regierungsbezirk Unterfranken i förbundslandet Bayern i Tyskland.